# Egersund Station
Egersund Station (Egersund stasjon) er en jernbanestation på Sørlandsbanen, der ligger i kystbyen Egersund i Eigersund kommune i Norge. Den er endestation for lokaltog mellem Egersund og Stavanger.
Den første station i Egersund åbnede i 1878 som endestation for Jærbanen fra Stavanger. Den nuværende station, der ligger omtrent en kilometer fra den gamle, åbnede 1. maj 1944, da Jærbanen blev ombygget fra smalspor til normalspor og koblet sammen med Sørlandsbanen.